# 1977年鐵路
此條目列出1977年發生有關鐵路運輸的事件。

## 事件

### 2月
- 2月24日：佛羅倫薩－羅馬高速鐵路部分通車。

### 3月
- 3月13日：神戶市營地下鐵西神線新長田站至名谷站通車。
- 3月18日：名古屋市營地下鐵鶴舞線通車，來往伏見站至八事站。
- 3月20日：尾小道鐵道（日语：尾小道鉄道）停運。

### 4月
- 4月6日：大阪市營地下鐵谷町線由都島站延長至守口站。
- 4月7日：東京急行電鐵新玉川線通車，來往澀谷站至二子玉川園站。

### 5月
- 5月9日：開行最後一次巴黎前往伊斯坦堡的東方快車。
- 5月21日：格拉斯哥地鐵暫停營運進行系統大翻新[1]。
- 5月25日：東京急行電鐵田園都市線加設薊野站。

### 6月
- 6月16日：明斯克地鐵開工。

### 7月
- 7月1日：華盛頓地鐵藍線通車。

### 8月
- 8月20日：大阪府都市開發泉北高速鐵道線通車，來往栂·美木多站至光明池站。

### 9月
- 9月29日：列寧格勒地鐵（現為聖彼得堡地鐵）基洛夫－維堡線由阿夫托沃站延長至列寧大道站。

### 10月
- 10月5日：列寧格勒地鐵（現為聖彼得堡地鐵）基洛夫－維堡線由列寧大道站延長至老將大道站，同時達奇諾耶站（英语：Dachnoye metro station）停運並拆毀。

### 11月
- 11月9日：塔什干地鐵齊蘭扎爾線（英语：Chilonzor Line）通車[2]。

### 12月
- 12月9日：法蘭西島大區快鐵RER A以及RER B通車。
- 12月11日：氣仙沼線柳津站至本吉站通車。
- 12月16日：倫敦地鐵皮卡迪利線延長至希斯洛中央站，成為第一條以地鐵將首都市區和機場連接起來的路線[3]。